# سمع هس (فلم)
سمع هس فيلم مصري إنتاج سنة 1991 بطولة ممدوح عبد العليم وليلى علوي وأحمد بدير وحسن كامي وإخراج شريف عرفة. الفيلم قصة و سيناريو و حوار ماهر عواد و تصوير محسن أحمد و موسيقى مودي الإمام و مونتاج عادل منير و إنتاج تاميدو للإنتاج التوزيع - مدحت الشريف.
تدور أحداث الفيلم حول الزوجان حمص (ممدوح عبد العليم) وحلاوة (ليلى علوي) أغانيهما في الشوارع. ويعجب بلحنهما صفصف (أحمد بدير) صاحب شركة تسجيل شرائط ويسجل لهما ألبوم غنائي. ولكن يفاجآن بالمغني غندور (حسن كامي) الذي يسرق لحنهما ويستبدل الكلمات بكلمات أخرى لتكون أغنية وطنية. وتنجح الأغنية نجاحاً كبيرا. ولكنهما يقرران عدم الاستسلام ومقاضاته بسبب سرقة اللحن.

## وصلات خارجية
- أغنية أنا وطني من الفيلم على يوتيوب